# Wereldkampioenschappen veldrijden 1973
De wereldkampioenschappen veldrijden 1973 werden gehouden op 25 februari 1973 in Londen, Verenigd Koninkrijk.

## Uitslagen

### Mannen, elite
| Plaats | Renner                   | Land                     | Tijd   |
| ------ | ------------------------ | ------------------------ | ------ |
|        | Erik De Vlaeminck        | België                   | 59.29  |
| Zilver | André Wilhelm            | Frankrijk                | + 0.01 |
| Brons  | Rolf Wolfshohl           | Bondsrepubliek Duitsland | + 0.02 |
| 4.     | Albert Van Damme         | België                   | + 0.38 |
| 5.     | Michel Baele             | België                   | + 2.37 |
| 6.     | Peter Frischknecht       | Zwitserland              | + 2.39 |
| 7.     | John Atkins              | Verenigd Koninkrijk      | + 2.40 |
| 8.     | José María Basualdo      | Spanje                   | + 3.43 |
| 9.     | Julien Vanden Haesevelde | België                   | + 3.53 |
| 10.    | Keith Mernickle          | Verenigd Koninkrijk      | + 4.07 |

### Mannen, amateurs
| Plaats | Renner              | Land                     | Tijd   |
| ------ | ------------------- | ------------------------ | ------ |
|        | Klaus-Peter Thaler  | Bondsrepubliek Duitsland | 54.04  |
| Zilver | Robert Vermeire     | België                   | z.t.   |
| Brons  | Ekkehard Teichreber | Bondsrepubliek Duitsland | + 0.22 |
| 4.     | Norbert Dedeckere   | België                   | + 0.32 |
| 5.     | Albert Zweifel      | Zwitserland              | + 0.43 |
| 6.     | Miloš Fišera        | Tsjecho-Slowakije        | + 1.08 |
| 7.     | Franco Livian       | Italië                   | + 1.10 |
| 8.     | Dieter Uebing       | Bondsrepubliek Duitsland | + 1.15 |
| 9.     | Klaus Jördens       | Bondsrepubliek Duitsland | + 1.32 |
| 10.    | Gerrit Scheffer     | Nederland                | + 1.37 |

## Medaillespiegel
| Plaats | Land                     | Goud | Zilver | Brons | Totaal |
| 1      | België                   | 1    | 1      | 0     | 2      |
| 2      | Bondsrepubliek Duitsland | 1    | 0      | 2     | 3      |
| 3      | Frankrijk                | 0    | 1      | 0     | 1      |
| Totaal | Totaal                   | 2    | 2      | 2     | 6      |

1950 · 
1951 · 
1952 · 
1953 · 
1954 · 
1955 · 
1956 · 
1957 · 
1958 · 
1959 · 
1960 · 
1961 · 
1962 · 
1963 · 
1964 · 
1965 · 
1966 · 
1967 · 
1968 · 
1969 · 
1970 · 
1971 · 
1972 · 
1973 · 
1974 · 
1975 · 
1976 · 
1977 · 
1978 · 
1979 · 
1980 · 
1981 · 
1982 · 
1983 · 
1984 · 
1985 · 
1986 · 
1987 · 
1988 · 
1989 · 
1990 · 
1991 · 
1992 · 
1993 · 
1994 · 
1995 · 
1996 · 
1997 · 
1998 · 
1999 · 
2000 · 
2001 · 
2002 · 
2003 · 
2004 · 
2005 · 
2006 · 
2007 · 
2008 · 
2009 · 
2010 · 
2011 · 
2012 · 
2013 · 
2014 · 
2015 · 
2016 · 
2017 · 
2018 · 
2019 ·
2020 ·
2021 ·
2022 ·
2023 ·
2024 ·
2025

Categorieën

Mannen elite · 
vrouwen elite · 
mannen beloften · 
vrouwen beloften · 
jongens junioren · 
meisjes junioren · 
gemengde estafette

Voormalig:
mannen amateurs